# Cyphon ishiharai
Cyphon ishiharai là một loài bọ cánh cứng trong họ Scirtidae. Loài này được Sasagawa miêu tả khoa học năm 1985.